# Chris Pirillo
Christopher "Chris" Joseph Pirillo, född 26 juli 1973 i Des Moines, Iowa är en amerikansk mediaperson och ägare av företaget Lockergnome som är ett stort bloggnätverk. Han tillbringade två år på den amerikanska TV-kanalen TechTV (numera känd som G4) som programledare för TV-programmet Call for Help innan de gick skilda vägar. Han var även värd för det första årliga Call-for-Help-a-Thon på TechTV. Numera laddar han upp videoklipp på ett antal Internet-webbplatser, inklusive CNN.com, Youtube och på sin egen webbplats.

## Biografi
Pirillo valde engelska som huvudämne när han studerade på University of Northern Iowa. Den 3 oktober 1998 gifte han sig med Gretchen Hundling och de skilde sig 19 december 2003.
Han gifte sig senare med Latthanapon "Ponzi" Indharasophang den 9 december 2006, som även var hans arbetskamrat. 2012 gifte Chris sig med Diana Pirillo. Nu är de bosatta i Seattle, Washington med sina två hundar Wicket och Pixie, vilka de två botarna på http://Live.Pirillo.com i IRC-chattrummet är uppkallade efter. Chris Pirillo direktsänder från sitt hemkontor och skapar dagligen videoklipp på Youtube och talar om mjukvara, datorer, Iphone-applikationer, och andra händelser relaterade till teknik.
En gång om året håller Pirillo Gnomedex, en IT-konferens för dator- och bloggentusiaster.
Pirillos passion är bloggning, RSS och Google AdSense. Hans personliga webbplats är ofta rankad som nummer ett under söktermen "Chris" på Google, Yahoo!, Live Search och Snap Search. Han är vän med ett antal inflytelserika medlemmar på bloggar och poddradionätsamhällen.
Chris Pirillos pseudonym är Lockergnome, vilket också är namnet på hans grupp med hemsidor och bloggar.
Chris Pirillo har givit ut flera böcker, "Poor Richard's E-mail Publishing" (Top Floor Publishing, 1999), "Online! The Book" med John C. Dvorak och Wendy Taylor (Prentice Hall, 2003) och ett flertal e-böcker.
Han skriver för tidskriften CPU magazine (Sandhills Publishing) en gång i månaden.